# Communauté de communes d’Artagnan de Fezensac
Die Communauté de communes d’Artagnan de Fezensac (offizielle Schreibweise: Communauté de communes Artagnan de Fezensac, inoffiziell Communauté de communes Artagnan en Fezensac) ist ein französischer Gemeindeverband mit der Rechtsform einer Communauté de communes im Département Gers in der Region Okzitanien. Sie wurde am 18. Dezember 2003 gegründet und umfasst 25 Gemeinden. Der Verwaltungssitz befindet sich im Ort Vic-Fezensac. Der Gemeindeverband ist nach der historischen Grafschaft Fezensac benannt.

## Mitgliedsgemeinden
Zur Communauté de communes d’Artagnan de Fezensac gehören folgende Mitgliedsgemeinden:
| Gemeinde                                      | Einwohner 1. Januar 2022 | Fläche km² | Dichte Einw./km² | Code INSEE | Postleitzahl |
| --------------------------------------------- | ------------------------ | ---------- | ---------------- | ---------- | ------------ |
| Bazian                                        | 103                      | 12,71      | 8                | 32033      | 32320        |
| Belmont                                       | 150                      | 15,10      | 10               | 32043      | 32190        |
| Bezolles                                      | 132                      | 11,13      | 12               | 32052      | 32310        |
| Caillavet                                     | 166                      | 14,58      | 11               | 32071      | 32190        |
| Callian                                       | 53                       | 7,91       | 7                | 32072      | 32190        |
| Castillon-Debats                              | 333                      | 35,05      | 10               | 32088      | 32190        |
| Cazaux-d’Anglès                               | 112                      | 12,60      | 9                | 32097      | 32190        |
| Gazax-et-Baccarisse                           | 69                       | 9,45       | 7                | 32144      | 32230        |
| Justian                                       | 107                      | 6,30       | 17               | 32166      | 32190        |
| Lupiac                                        | 310                      | 34,50      | 9                | 32219      | 32290        |
| Marambat                                      | 424                      | 9,70       | 44               | 32231      | 32190        |
| Mirannes                                      | 64                       | 7,89       | 8                | 32257      | 32350        |
| Mourède                                       | 70                       | 4,88       | 14               | 32294      | 32190        |
| Peyrusse-Grande                               | 149                      | 25,50      | 6                | 32315      | 32320        |
| Peyrusse-Vieille                              | 64                       | 11,05      | 6                | 32317      | 32230        |
| Préneron                                      | 119                      | 8,63       | 14               | 32332      | 32190        |
| Riguepeu                                      | 164                      | 21,52      | 8                | 32343      | 32320        |
| Roquebrune                                    | 208                      | 18,41      | 11               | 32346      | 32190        |
| Roques                                        | 105                      | 8,48       | 12               | 32351      | 32310        |
| Rozès                                         | 113                      | 10,74      | 11               | 32352      | 32190        |
| Saint-Arailles                                | 137                      | 13,20      | 10               | 32360      | 32350        |
| Saint-Paul-de-Baïse                           | 108                      | 10,10      | 11               | 32402      | 32190        |
| Saint-Pierre-d’Aubézies                       | 59                       | 8,42       | 7                | 32403      | 32290        |
| Tudelle                                       | 56                       | 5,16       | 11               | 32456      | 32190        |
| Vic-Fezensac                                  | 3.578                    | 53,94      | 66               | 32462      | 32190        |
| Communauté de communes d’Artagnan de Fezensac | 6.953                    | 376,95     | 18               | –          | –            |

## Historische Entwicklung
Der Gemeindeverband wurde am 18. Dezember 2003 mit 24 Mitgliedsgemeinden gegründet. Die Gemeinde Dému wechselte zu einem anderen Gemeindeverband und die Gemeinden Mirannes und Mourède traten später bei. Die Anzahl der Mitglieder liegt somit derzeit bei 25 Gemeinden.